# Kangal Harinath
Kangal Harinath, bangladeški pesnik, * 1833, † 1899.